# Admiraal Koeznetsov-klasse
De Admiraal Koeznetsov-klasse vliegdekschepen (ook bekend als Project 1143.5, de Brezjnev-klasse of de Kreml-klasse) heeft slechts een functionele eenheid, de Admiraal Koeznetsov. Het andere schip uit de klasse, de Varyag, is nooit in dienst gesteld, en is door Oekraïne verkocht aan een Chinese zakenman om te dienen als drijvend hotel en casino. Het werd uiteindelijk aan de Chinese Marine van het Volksbevrijdingsleger verkocht en werd opgebouwd tot het Chinese vliegdekschip Liaoning, in actieve dienst sinds 2012. De Chinezen bouwden zelf een tweede schip, de Shandong, naar een iets aangepast ontwerp.

## Rol
Hoewel door het Westen aangeduid als vliegdekschip, heeft de Koeznetsov-klasse een heel andere missie dan de vliegdekschepen van de US Navy of de Franse Marine. De Russische marine gebruikt de aanduiding "zware vliegtuigdragende kruiser", bedoeld voor het ondersteunen en beschermen van strategische raketmeevoerende onderzeeërs, oppervlakteschepen en maritieme raketdragende vliegtuigen van de Russische vloot. Door deze aanduiding omzeilt de Admiraal Koeznetsov ook het maximum tonnage voor vliegdekschepen zoals bepaald in het Verdrag van Montreux (1936). Zij kan daardoor ongehinderd de Bosporus en de Dardanellen passeren.
Vliegtuigen op de Admiraal Koeznetsov dienen voor luchtoverwicht. Verder zijn ook een aantal helikopters aan boord voor anti-onderzeeboot operaties, evenals anti-scheepsraketten.

## Ontwerp

### Romp en vliegdek
Het rompontwerp is gebaseerd op de eerdere Admiraal Gorshkov van de Kiev-klasse, te water gelaten in 1982, maar is groter. Het vliegdek, met een oppervlakte van 14.700 m², is een conventioneel hoekdek, maar wel uitgerust met een 12° ski-schans, wat resulteert in een configuratie gelijkend op de huidige Britse Invincible-klasse. De vorm van het dek is gebaseerd op de Amerikaanse tegenhangers. De Admiraal Koeznetsov heeft een STOBAR-configuratie, wat betekent dat het dek uitgerust is met vangkabels, maar geen katapults heeft. Het ontbreken van de katapults betekent dat er geen gevechtsvliegtuigen met grote last kunnen opstijgen om land- of zeedoelen aan te vallen, al kunnen de Su-33 Flanker-D jagers wel met maximumlast opstijgen door het landingsdek. Twee liften aan stuurboord, voor en achter het eiland, brengen de vliegtuigen vanaf de hangar naar het vliegdek en omgekeerd.

### Luchtvloot
Het schip heeft de capaciteit tot het ondersteunen van twaalf Su-33s en vijf Su-25UTG vliegtuigen en een variatie aan helikopters waaronder vier Ka-27-LD Helix (AEW-variant), 18 Ka-27 PLO (ASW-variant) en twee Ka-27PS (SAR-variant). Volgens de projectspecificaties zouden er, naast 24 helikopters nog 26 gevechtsvliegtuigen mee moeten kunnen. In 2015 is de Admiraal Koeznetsov aangepast om ook de nieuwe Mikojan-Goerevitsj MiG-29K te laten opstijgen en landen.

### Bewapening
In tegenstelling tot Westerse vliegdekschepen, die vrij weinig bewapening hebben, heeft de Admiraal Koeznetsov een SS-N-19 Shipwreck antischeeps raketsysteem uitgerust met 12 grond-grondraketlanceerders. Het Klinok luchtverdedigingssysteem, met 24 verticale lanceerders en 192 raketten, verdedigt het schip en haar task force tegen anti-scheepsraketten, vliegtuigen en oppervlakteschepen. Deze zware bewapening is nodig door het ontbreken van lanceerkatapults, wat het lanceren van volledig uitgeruste gevechtsvliegtuigen moeilijk maakt.
Het Kashtan luchtverdedigingssysteem, geleverd door het Instrument Design Bureau en Tulamashzavod JSC in Toela, levert verdediging tegen precisiewapens waaronder anti-schip en anti-radar raketten, vliegtuigen en kleine zeedoelen. Acht systemen zijn gemonteerd, wat een combinatie oplevert van een raketlanceerder, 30 mm dubbelloops kanonnen en radar/optronic director. Het bereik van de lasergestuurde raketten varieert van 1,5 tot 8 km. De kanonnen kunnen tot 10.000 patronen per minuut afvuren over een afstand van 0,5 tot 1,5 kilometer. Zes AK630 30 mm luchtverdedigingskanonnen zijn ook geïnstalleerd.
Het schip, uitgerust met een Udav-1 anti-onderzeeër systeem met 60 anti-onderzeeër raketten. Udav-1, geleverd door het Splav onderzoeks en productiecentrum in Moskou, beschermt oppervlakteschepen door het omleiden en vernietigen van inkomende torpedo's. Het systeem biedt ook bescherming tegen onderzeeërs en sabotage systemen zoals onderwatereenheden. Het systeem heeft tien lopen en is in staat tot het afvuren van 111SG dieptebommen, 111SZ mijnenleggende projectielen en 111SO omleidingsprojectielen. Het bereik van het systeem is 3000 m en een diepte van 600 m tegen onderzeeërs.

### Voortstuwing en prestaties
In eerste instantie dachten Westerse analisten dat de Admiraal Koeznetsov een gecombineerde kern- en stoomaangedreven voortstuwing zou hebben, gelijk aan de Kirov-klasse slagschepen en het SSV-33 commandoschip. Maar de Koeznetsov werd aangedreven door acht stoomketels en vier stoomturbines, met elk een vermogen van 50.000 pk (37 MW), die vier assen met gefixeerde schroef aandrijven. Haar maximumsnelheid is 29 knopen (54 km/h) en een bereik bij maximumsnelheid van 3800 zeemijl (6100 km). Bij 18 knopen is haar bereik 8500 zeemijl (13.700 km).